# Lightning (роз'єм)
Lightning — це власна комп'ютерна шина та конектор живлення, створені та розроблені Apple Inc. Введено у 12 вересня 2012, щоб замінити свого попередника, 30-контактний роз'єм док-станції, роз'єм Lightning використовується для підключення мобільних пристроїв Apple, таких як iPhone, iPad і iPod, до комп'ютерів, зовнішніх моніторів, камер, зарядних пристроїв USB, та інша периферія. Використовуючи 8 виходів замість 30, Lightning є більш щільним, ніж його попередник, який був інтегрований з такими пристроями, як iPhone 4 та iPad 2. Чоловічий роз'єм Lightning симетричний (однакові штирі з обох боків), тому його можна вставити в жіночий порт Lightning в будь-якій орієнтації.

## Історія
Роз'єм Lightning був представлений у 12 вересня 2012, як оновлення 30-контактного док-роз'єму. Незабаром він буде інтегрований з усім новим обладнанням та пристроями, які мали бути оголошені на тому ж заході. Першими сумісними пристроями були iPhone 5, iPod Touch (5 покоління) та iPod Nano (7 покоління). IPad (4-е покоління) та iPad Mini (1-е покоління) були додані як пристрої Lightning у жовтні 2012 р.
25 листопада 2012 року Apple придбала торгову марку «Блискавка» в Європі у компанії Harley-Davidson. Apple отримала часткову передачу торгової марки Lightning, припускаючи, що Harley-Davidson, ймовірно, зберегла за собою право використовувати назву для продуктів, пов'язаних з мотоциклами. Apple є єдиним власником торгової марки та авторських прав на конструкції та технічні характеристики роз'єму Lightning.
IPad Pro, випущений в 2015 році, має перший роз'єм Lightning, що підтримує USB 3.0. Однак єдиним аксесуаром, який підтримує USB 3.0, є новий адаптер камери. Звичайний USB-A — Кабелі блискавки все ще є USB 2.0.
30 жовтня 2018 року Apple оголосила, що їх новий асортимент моделей iPad Pro замінить Lightning на USB-C.

## Технологія

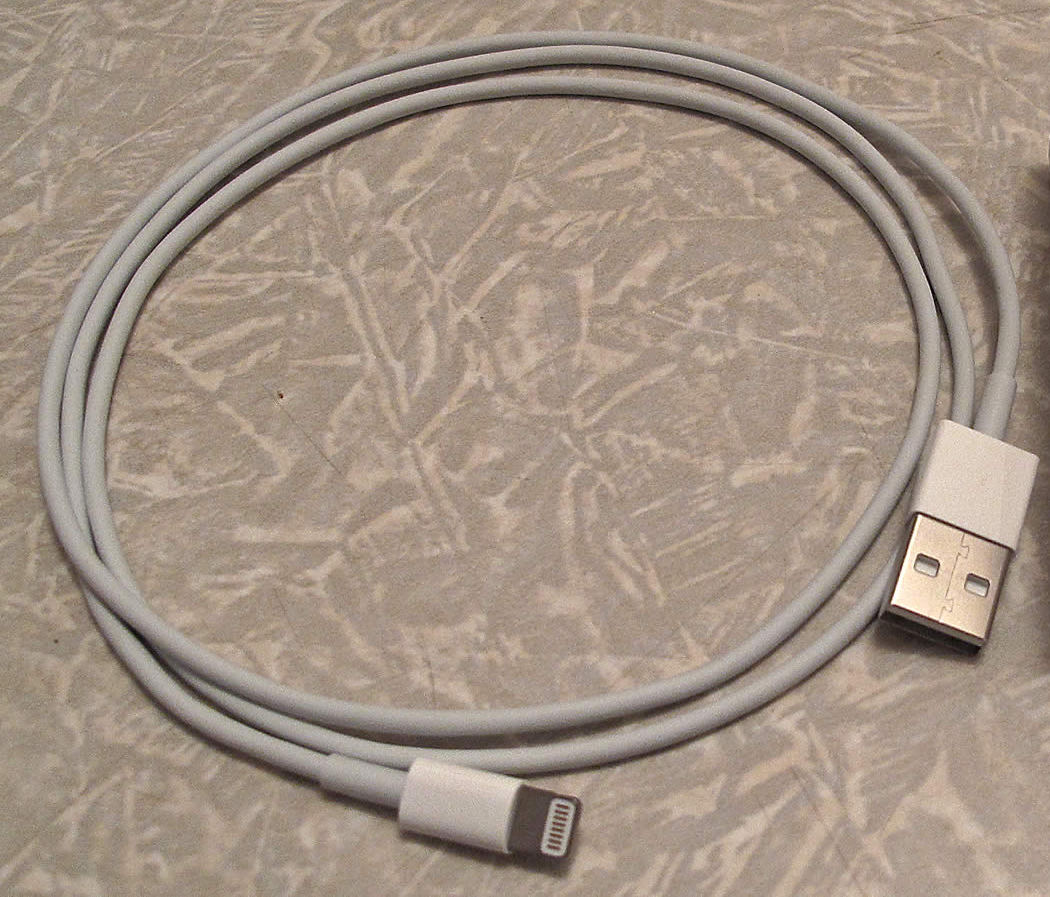
Кабель Apple Lightning до USB (MD818)

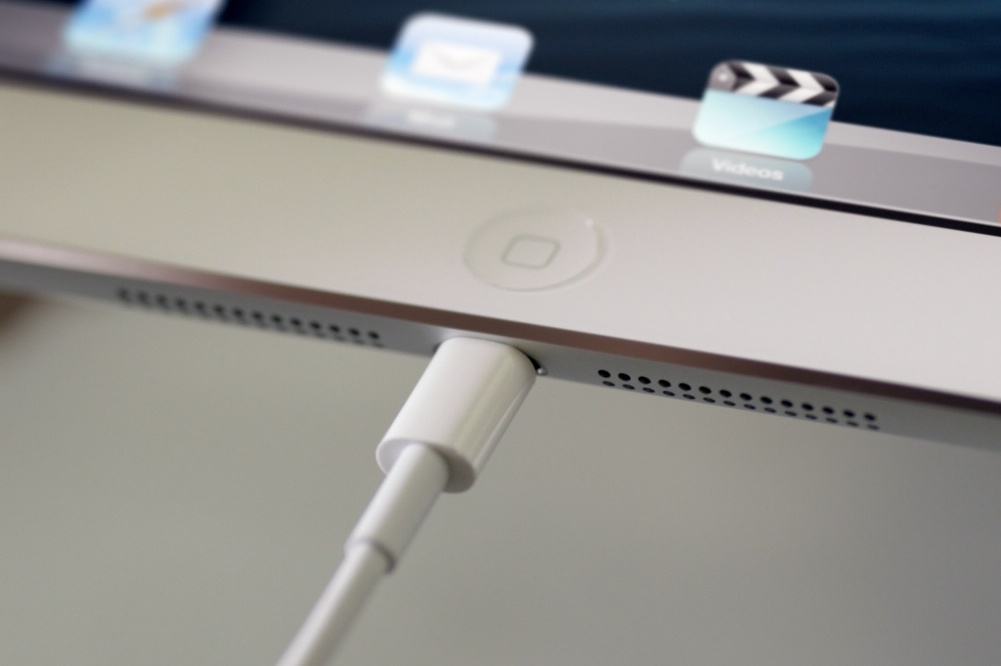
Lightning кабель, підключений до iPad mini

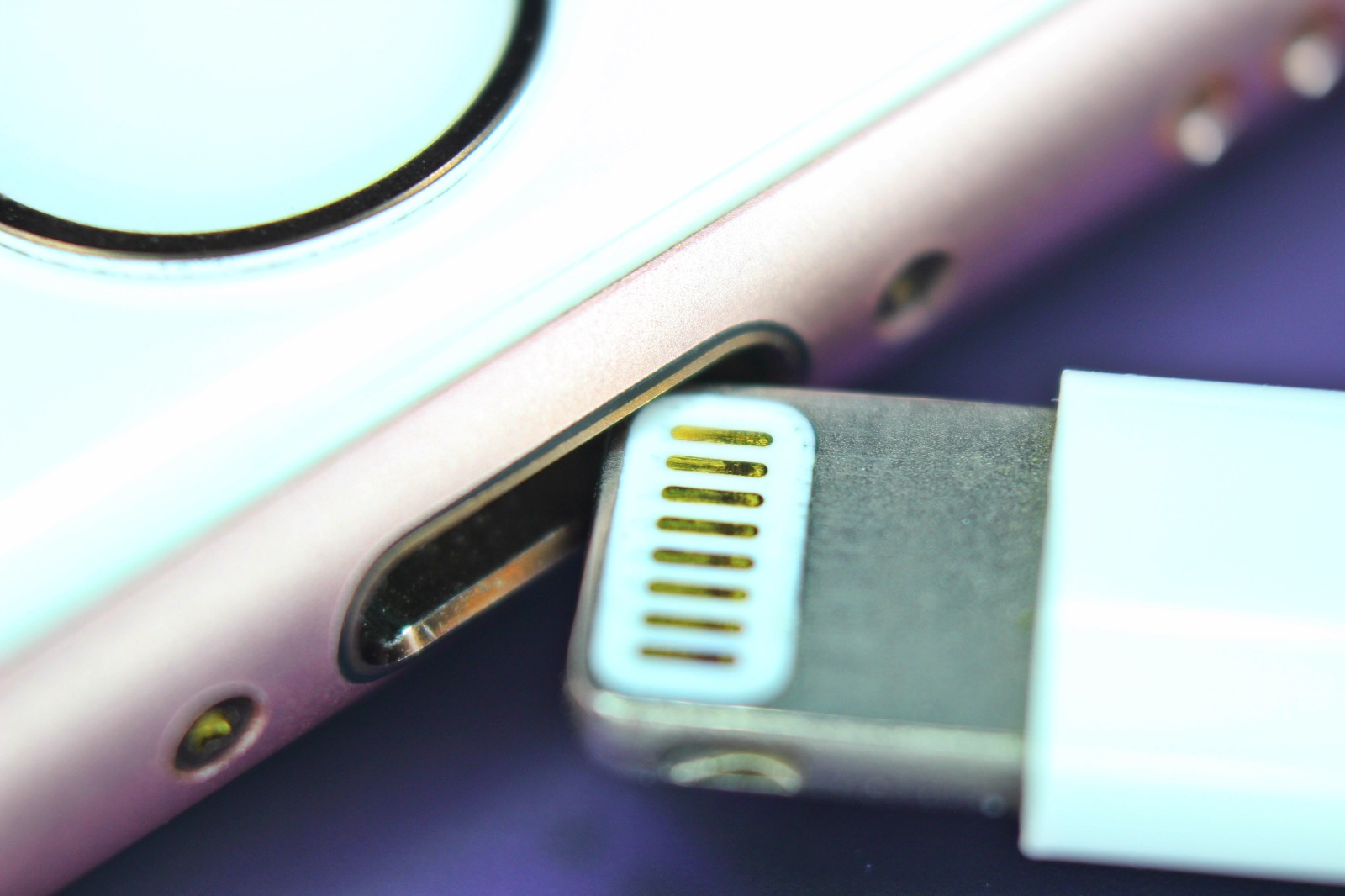
Lightning кабель з iPhone 6S

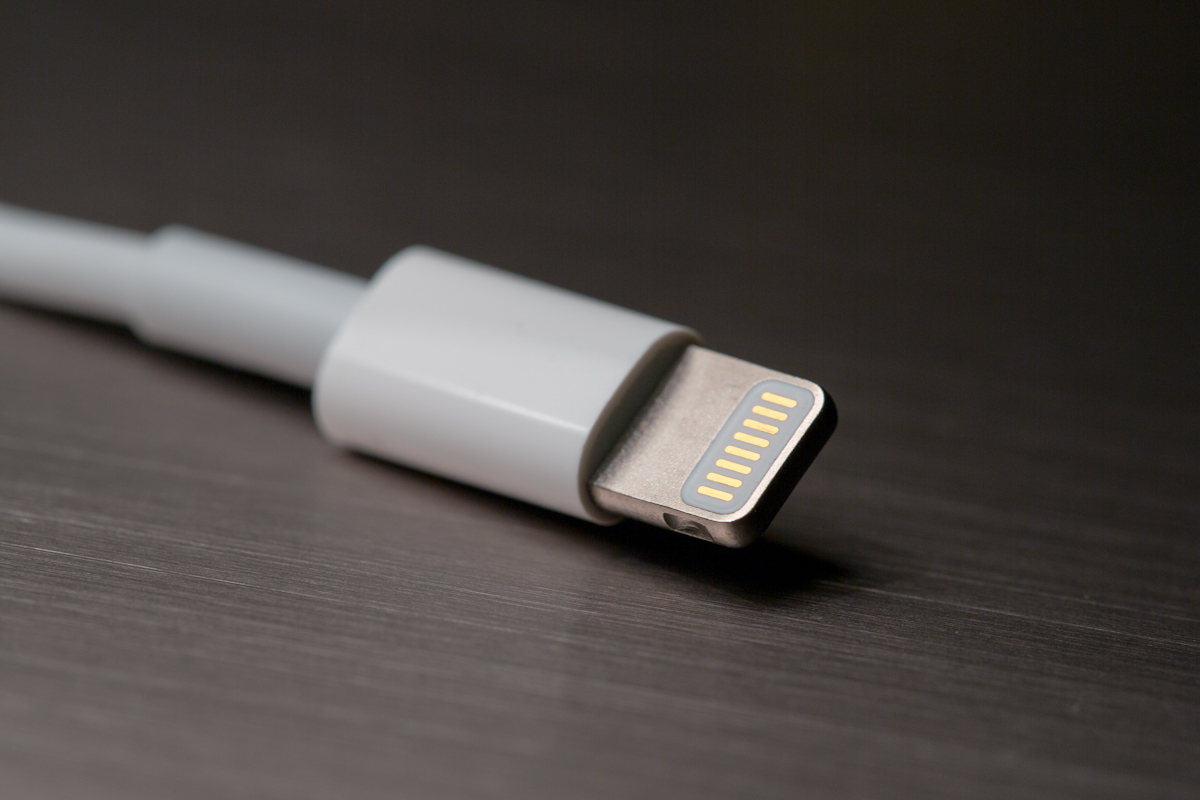
Роз'єм Lightning

Блискавка — це 8-контактний роз'єм, який несе цифровий сигнал. На відміну від 30-контактного роз'єму Apple, який він замінює (та роз'єми USB типу A або B), роз'єм Lightning можна вставити або лицевою стороною вгору, або лицевою стороною вниз. Кожен штифт на зворотному боці роз'єму з'єднаний із прямо протилежним двійником з іншого боку. Частина роботи процесора полягає в правильній маршрутизації сигналів живлення та даних незалежно від того, в який бік вставний роз'єм.
Apple пропонує різні адаптери, які дозволяють використовувати роз'єм Lightning з іншими інтерфейсами, такими як 30-контактні, USB, HDMI, VGA та SD-карти. Адаптер Lightning to 30-pin підтримує лише обмежену підмножину доступних 30-контактних сигналів: дані USB, зарядку через USB та аналоговий аудіовихід (через ЦАП усередині адаптера).
Офіційні роз'єми Lightning містять чіп автентифікації, що ускладнило виробництво сторонніх виробників сумісних аксесуарів без схвалення Apple; проте схема автентифікації зламана.

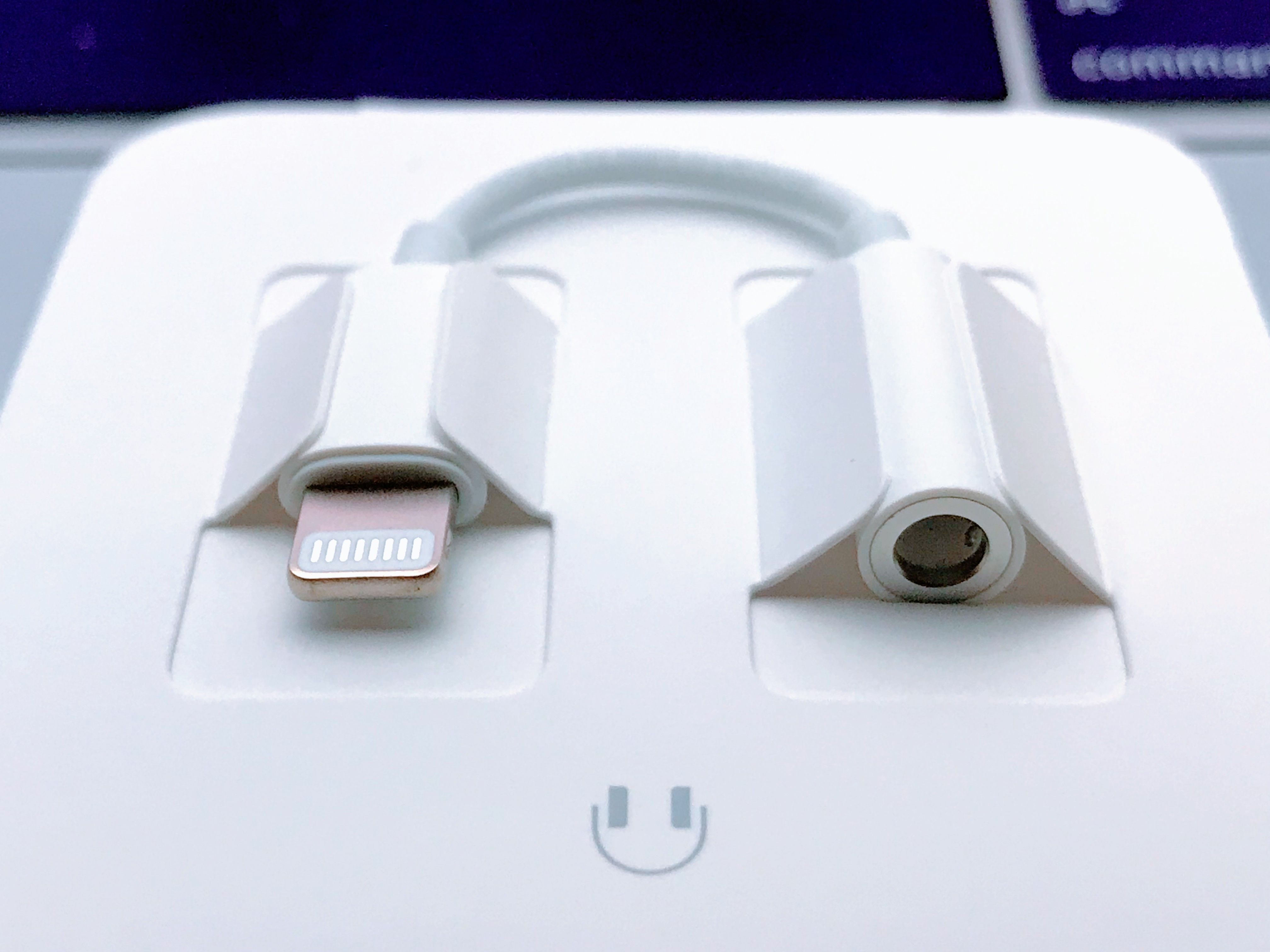
Адаптер гнізда для навушників блискавки до 3,5 мм (на упаковці)

Вилка вимірює 6.7 мм на 1,5 мм.

## Критика
Багато рецензентів критикують Apple за те, що вона продовжує включати порт Lightning у свої продукти, замість того, щоб переходити до більш сучасного універсального порту, такого як USB-C. Apple заявила, що вони продовжують використовувати Lightning, оскільки його заміна «створить безпрецедентну кількість електронних відходів». Однак деякі користувачі та рецензенти припускають, що це просто тому, що Apple хоче продовжувати продавати власні зарядні пристрої та аксесуари.

## Подальше читання
- Wingfield, Nick; Chen, Brian X. (5 травня 2013). Accessories No Longer Tethered to Apple. The New York Times.